# 介西铁路
介西铁路东起山西省介休市城关镇，西到山西省孝义市阳泉曲镇，全长46公里，在孝西站与孝柳线相会。介西线原计划修建至西泉矿区，建设的初衷是为了解决汾西矿务局孝义三矿的煤炭外运问题。但该线的建成也为孝义经济发展起了重要促进作用。